# Charmes
Charmes (en francès Charmes-sur-Rhône) és un municipi francès situat al departament de l'Ardecha i a la regió d'Alvèrnia-Roine-Alps. L'any 2007 tenia 2.358 habitants.

## Demografia

### Població
El 2007 la població de fet de Charmes-sur-Rhône era de 2.358 persones. Hi havia 903 famílies de les quals 230 eren unipersonals (117 homes vivint sols i 113 dones vivint soles), 270 parelles sense fills, 329 parelles amb fills i 74 famílies monoparentals amb fills.
La població ha evolucionat segons el següent gràfic:
Habitants censats

### Habitatges
El 2007 hi havia 994 habitatges, 924 eren l'habitatge principal de la família, 27 eren segones residències i 43 estaven desocupats. 812 eren cases i 180 eren apartaments. Dels 924 habitatges principals, 639 estaven ocupats pels seus propietaris, 271 estaven llogats i ocupats pels llogaters i 14 estaven cedits a títol gratuït; 5 tenien una cambra, 55 en tenien dues, 128 en tenien tres, 241 en tenien quatre i 496 en tenien cinc o més. 689 habitatges disposaven pel capbaix d'una plaça de pàrquing. A 366 habitatges hi havia un automòbil i a 482 n'hi havia dos o més.

### Piràmide de població
La piràmide de població per edats i sexe el 2009 era:
| Homes | Edats   | Dones |
| ----- | ------- | ----- |
| 0     | 95 o +  | 4     |
| 0     | 90 a 94 | 4     |
| 12    | 85 a 89 | 24    |
| 16    | 80 a 84 | 16    |
| 24    | 75 a 79 | 56    |
| 44    | 70 a 74 | 36    |
| 40    | 65 a 69 | 52    |
| 48    | 60 a 64 | 28    |
| 24    | 55 a 59 | 32    |
| 108   | 50 a 54 | 96    |
| 68    | 45 a 49 | 68    |
| 64    | 40 a 44 | 48    |
| 124   | 35 a 39 | 68    |
| 88    | 30 a 34 | 84    |
| 60    | 25 a 29 | 104   |
| 52    | 20 a 24 | 24    |
| 72    | 15 a 19 | 32    |
| 60    | 10 a 14 | 44    |
| 68    | 5 a 9   | 108   |
| 80    | 0 a 4   | 76    |

## Economia
El 2007 la població en edat de treballar era de 1.499 persones, 1.111 eren actives i 388 eren inactives. De les 1.111 persones actives 1.019 estaven ocupades (531 homes i 488 dones) i 92 estaven aturades (35 homes i 57 dones). De les 388 persones inactives 174 estaven jubilades, 116 estaven estudiant i 98 estaven classificades com a «altres inactius».

### Ingressos
El 2009 a Charmes-sur-Rhône hi havia 956 unitats fiscals que integraven 2.396,5 persones, la mediana anual d'ingressos fiscals per persona era de 18.937 €.

### Activitats econòmiques
Dels 114 establiments que hi havia el 2007, 2 eren d'empreses extractives, 2 d'empreses alimentàries, 1 d'una empresa de fabricació de material elèctric, 10 d'empreses de fabricació d'altres productes industrials, 26 d'empreses de construcció, 17 d'empreses de comerç i reparació d'automòbils, 6 d'empreses de transport, 4 d'empreses d'hostatgeria i restauració, 1 d'una empresa d'informació i comunicació, 7 d'empreses financeres, 2 d'empreses immobiliàries, 12 d'empreses de serveis, 16 d'entitats de l'administració pública i 8 d'empreses classificades com a «altres activitats de serveis».
Dels 38 establiments de servei als particulars que hi havia el 2009, 1 era una oficina de correu, 2 oficines bancàries, 3 tallers de reparació d'automòbils i de material agrícola, 1 autoescola, 6 paletes, 7 guixaires pintors, 2 fusteries, 4 lampisteries, 4 electricistes, 1 empresa de construcció, 3 perruqueries, 2 restaurants i 2 salons de bellesa.
Dels 3 establiments comercials que hi havia el 2009, 1 era una gran superfície de material de bricolatge, 1 una fleca i 1 una joieria.
L'any 2000 a Charmes-sur-Rhône hi havia 9 explotacions agrícoles que ocupaven un total de 129 hectàrees.

## Equipaments sanitaris i escolars
El 2009 hi havia 1 farmàcia i 1 ambulància.
El 2009 hi havia 1 escola maternal i 2 escoles elementals.

## Poblacions més properes
El següent diagrama mostra les poblacions més properes.